# Ernst Plank

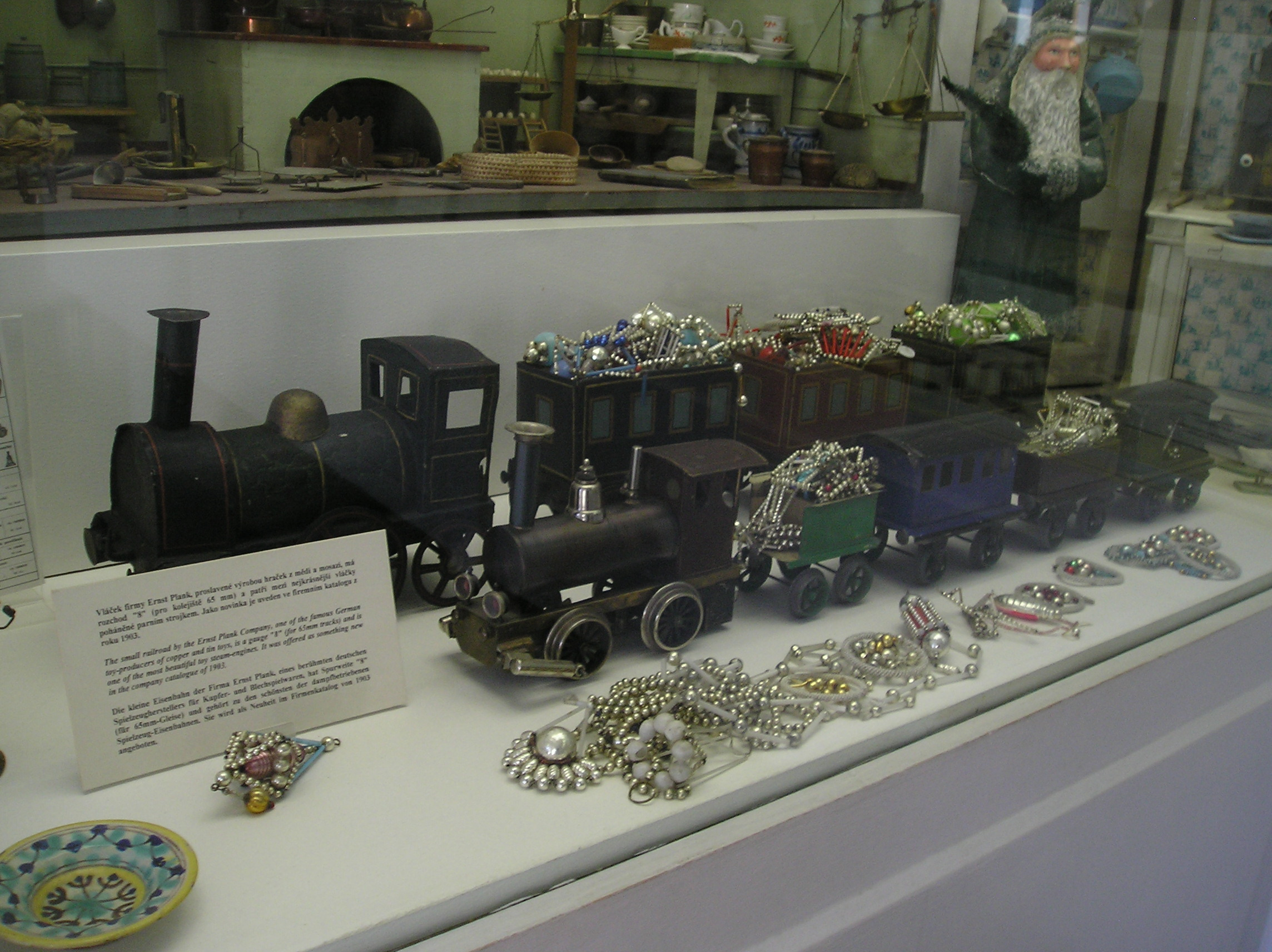
Zug von Ernst Plank, 1903

Die Ernst Plank KG  war eine Nürnberger Fabrik für Metallspielwaren.
Sie wurde 1866 von Ernst Plank gegründet. Anfangs wurden Dampfmaschinen und die Laterna Magica produziert. Plank war eine der ersten Firmen, die Spielzeugdampfmaschinen produzierte. Auch für seine optischen Spielzeuge war Plank bekannt. 1882 begann die Firma Uhrwerklokomotiven herzustellen, bald danach auch mit Spiritus befeuerte Spielzeug-Dampflokomotiven und ebensolche Schiffe. Ab 1882 waren auch elektrische Eisenbahnen im Lieferprogramm vertreten. Um 1900 kamen Eisenbahnwagen sowie Zubehör hinzu, das zum Teil von Märklin produziert und im Austausch gegen Dampfmaschinen bezogen wurde. Eine weitere Spezialität waren physikalische Lehrmittel und Experimentierkästen. In den 1920er Jahren wurden unter dem Namen „EP-Modello“ auch Metallbaukästen gefertigt.
In der Wirtschaftskrise der 1920er Jahre verlor das Unternehmen seine Marktbedeutung und geriet 1930 in erste finanzielle Schwierigkeiten. Das Unternehmen wurde schließlich 1932 an die Gebrüder Hans und Fritz Schaller verkauft, die die Spielzeugherstellung aufgaben und unter dem Markennamen „Noris“ Filmprojektoren herstellten. Auf diesem Gebiet hatte Plank mit seinem Kinematographen bereits einige Erfahrung. Von da ab firmierte die ehemalige „Fabrik für Metallspielwaren“ als „Fabrik für optische Präzisionsgeräte“.
In den folgenden Jahrzehnten stellte das Unternehmen Filmprojektoren für den Heimgebrauch her. Auf diesem Sektor erreichte die Firma in den 1960er und 1970er Jahren ihre Blütezeit. Mit dem Aufkommen der Videokameras ging der Absatz an Heimprojektoren insbesondere für das Format Super 8 zurück. Einen ersten massiven Einschnitt gab es in der Produktion 1980, im Jahre 1985 wurde die Produktion eingestellt. 1996 ging die Ernst Plank KG in Konkurs und wurde abgewickelt.